# Palaeomanteidae
Palaeomanteidae – wymarła rodzina owadów z rzędu Miomoptera.
Takson ten wprowadzony został w 1906 roku przez Antona Handlirscha. Jego zapis kopalny pochodzi z pensylwanu (karbon) i permu, a skamieniałości znajdowano na terenie Eurazji i Ameryki Północnej. Obejmuje większość znanych gatunków Miomoptera.
Owady te składały skrzydła dachowato nad ciałem. Pierwsza ich para miała nieco zgrubiałą błonę i wąskie pole kostalne. Użyłkowanie przedniej pary skrzydeł cechowało się żyłkami medialną i przednią kubitalną zlanymi na dość długim odcinku przynasadowym i biorącymi swój początek dość daleko od podstawy skrzydła. Przednia żyłka kubitalna była dalej rozwidlona. Nasadowa część piątego odgałęzienia żyłki medialnej nie była zaznaczona jako osobna żyłka.
Do rodziny tej zalicza się następujące rodzaje:
- †Delopsocus Tillyard, 1928
- †Delopterinus Rasnitsyn in Rasnitsyn et al., 2004
- †Delopterum  Sellards, 1909
- †Miomatoneura Martynov, 1927
- †Miomatoneurella O. Martynova, 1958
- †Miomatoneurites Zalessky 1956
- †Neodelopterum Rasnitsyn in Rasnitsyn et al., 2004
- †Palaeomantina Rasnitsyn, 1977
- †Palaeomantis Handlirsch, 1906
- †Permodelopterum Kukalová, 1963
- †Permonia Kukalová, 1963
- †Permonikia Kukalová, 1963
- †Perunopterum Kukalová, 1963
- †Permodelopterum Kukalová, 1963
- †Saaromioptera Guthörl, 1963
- †Sellardsiopsis Zalessky, 1939
- †Stigmodelopterum Rasnitsyn in Rasnitsyn et al., 2004
- †Tridelopterum Rasnitsyn in Rasnitsyn et al., 2004
- †Urba Sellards, 1909